# Referendum costituzionale in Irlanda del maggio 1972
Il referendum costituzionale in Irlanda del maggio 1972 si tenne il 10 maggio ed ebbe ad oggetto l'adesione del Paese alla Comunità economica europea.
Prevalerso i sì con l'82,41%; si trattò del terzo emendamento della Costituzione irlandese, promulgato l'8 giugno successivo.

## Modifica del testo
Articolo 29.4.3: Lo Stato può diventare membro della Comunità Europea del Carbone e dell'Acciaio (CECA) (istituita dal Trattato firmato a Parigi il 18 aprile 1951), della Comunità Economica Europea (CEE) (istituita dal Trattato firmato a Roma il 24 marzo 1957) e della Comunità Europea dell'Energia Atomica (CEEA) (istituita dal Trattato firmato a Roma il 24 marzo 1957). Nessuna misura di questa Costituzione invalida le leggi adottata dallo Stato per ottemperare agli obblighi comunitari o impedisce alle leggi promulgate, di adeguarsi alle misure adottate dalle Comunità, o da sue istituzioni e fargli avere forza di legge dello Stato.

## Risultati

### Livello nazionale
| Preferenza          | Voti      | Percentuale (%) |
| ------------------- | --------- | --------------- |
| Sì                  | 1.041.830 | 83,09%          |
| No                  | 211.891   | 16,91%          |
| Aventi diritto      | 1.783.604 | 1.783.604       |
| Affluenza alle urne | 1.264.218 | 70,88%          |

### Per circoscrizione
| Circoscrizione             | Aventi diritto | Affluenza alle urne (%) | Si     | No    |
| -------------------------- | -------------- | ----------------------- | ------ | ----- |
| Carlow–Kilkenny            | 59.415         | 44.323 (74,6)           | 36.588 | 7.278 |
| Cavan–Monaghan             | 37.299         | 27.825 (74,6)           | 24.266 | 3.178 |
| Clare                      | 39.413         | 26.564 (67,4)           | 22.833 | 3,510 |
| Clare South Galway         | 34.820         | 25.105 (72,1)           | 22.027 | 2.855 |
| North West Cork            | 36.115         | 25.316 (70,1)           | 21.208 | 3.955 |
| South East Cork            | 36.476         | 27.502 (75,4)           | 22,887 | 4.492 |
| Mid Cork                   | 49.402         | 38.188 (77,3)           | 31.962 | 6.050 |
| North East Donegal         | 37.924         | 24.878 (65,6)           | 22.554 | 2.030 |
| Donegal Leitrim            | 38.540         | 26.130 (67,8)           | 22.005 | 3.908 |
| North County Dublin        | 58.761         | 57.997 (68,7)           | 13.758 | 8,125 |
| South County Dublin        | 45.289         | 32.925 (72,7)           | 26.838 | 5.901 |
| Dun Laoghaire and Rathdown | 56.151         | 40.765 (72,6)           | 34.102 | 6.474 |
| Dublin Central             | 46.775         | 29.327 (62,7)           | 22,289 | 6.750 |
| Dublin North Central       | 49.073         | 33.467 (68,2)           | 26.257 | 7.028 |
| Dublin North East          | 55.483         | 40.724 (73,4)           | 31.637 | 8.930 |
| Dublin North West          | 44.369         | 29.727 (67)             | 22.494 | 6.978 |
| Dublin South Central       | 50.400         | 34.020 (67,5)           | 25.766 | 7.955 |
| Dublin South East          | 37.840         | 25.731 (68)             | 20.859 | 4.692 |
| Dublin South West          | 41.740         | 27.336 (65,5)           | 19.893 | 7,344 |
| North East Galway          | 34.358         | 23.810 (69,3)           | 21,398 | 2.283 |
| West Galway                | 35.999         | 22.319 (62)             | 17.400 | 4.806 |
| North Kerry                | 37.018         | 24.876 (67,2)           | 18.500 | 6.064 |
| South Kerry                | 36.391         | 24.345 (66,9)           | 19.237 | 4.890 |
| Kildare                    | 40.065         | 28.045 (70)             | 23.213 | 4.599 |
| Laoighis-Offaly            | 56.344         | 41.807 (74,2)           | 35.728 | 5.823 |
| East Limerick              | 47.001         | 34.022 (72,6)           | 25.957 | 7.280 |
| West Limerick              | 35.904         | 26.604 (74,1)           | 22.971 | 3.432 |
| West Limerick              | 35.904         | 26.604 (74,1)           | 22.971 | 3.432 |
| Longford-Westmeath         | 47.095         | 33.296 (70,7)           | 28,210 | 4.713 |
| Louth                      | 40.278         | 29.080 (72,2)           | 24.623 | 4.187 |
| East Mayo                  | 34.810         | 23.287 (66,9)           | 20.691 | 2.422 |
| West Mayo                  | 34.106         | 21.691 (63,6)           | 19.157 | 2,332 |
| Meath                      | 39.040         | 28.655.(73,4)           | 23.765 | 4.605 |
| Monaghan                   | 36.214         | 26.725 (73,8)           | 23,179 | 3.330 |
| Roscommon-Leitrim          | 37.682         | 26.641 (70,7)           | 22.964 | 3,375 |
| Sligo-Leitrim              | 38.049         | 26.796 (70,4)           | 22.915 | 3.598 |
| North Tipperary            | 34.754         | 26.656 (76,7)           | 22.147 | 4.286 |
| South Tipperary            | 46.127         | 35.333 (76,6)           | 29.343 | 5,638 |
| Waterford                  | 39.513         | 29.200 (73,9)           | 24.088 | 4.964 |
| Wexford                    | 49.881         | 36,014 (72,2)           | 29.635 | 7.105 |
| Wicklow                    | 39.389         | 28.005 (71,1)           | 22.310 | 5.502 |